# Handball-Bundesliga (Frauen) 1982/83
Die Saison 1982/83 der Frauen-Handball-Bundesliga ist die achte in ihrer Geschichte. 20 Mannschaften spielten in zwei Staffeln um die deutsche Meisterschaft. Meister wurde Bayer Leverkusen, das wie im Vorjahr auch den DHB-Pokal gewann.

## Staffel Nord

### Abschlusstabelle
|    | Verein                   | Sp | Tore    | Diff. | Punkte |
| -- | ------------------------ | -- | ------- | ----- | ------ |
| 1  | Bayer Leverkusen (M, P)  | 18 | 405:209 | +196  | 34:20  |
| 2  | VfL Oldenburg            | 18 | 383:239 | +144  | 30:60  |
| 3  | VfL Engelskirchen        | 18 | 399:275 | +124  | 30:60  |
| 4  | SSC Südwest Berlin       | 18 | 303:261 | +42   | 24:12  |
| 5  | Holstein Kiel            | 17 | 235:273 | −38   | 14:20  |
| 6  | MTV Herzhorn             | 18 | 219:286 | −67   | 13:23  |
| 7  | TSV Jarplund-Weding (N)  | 18 | 246:300 | −54   | 12:24  |
| 8  | TV Grün-Weiß Stemmer (N) | 18 | 204:298 | −94   | 10:26  |
| 9  | SC Union 03 Hamburg      | 18 | 228:357 | −129  | 06:30  |
| 10 | SC Greven 09             | 17 | 182:305 | −123  | 05:29  |

Absteiger in die Regionalligen: Union 03 Hamburg und SC Greven 09.

Aufsteiger aus den Regionalligen: TuS Eintracht Minden und TH Eilbeck.

## Staffel Süd

### Abschlusstabelle
|    | Verein                 | Sp | Tore    | Diff. | Punkte |
| -- | ---------------------- | -- | ------- | ----- | ------ |
| 1  | DJK Würzburg           | 18 | 285:241 | +44   | 26:10  |
| 2  | TV Lützellinden (N)    | 18 | 311:274 | +37   | 24:12  |
| 3  | VfL Sindelfingen (N)   | 18 | 250:241 | +9    | 23:13  |
| 4  | TSV Rot-Weiß Auerbach  | 18 | 272:259 | +13   | 22:14  |
| 5  | TSV GutsMuths Berlin   | 17 | 283:243 | +40   | 21:15  |
| 6  | PSV Grünweiß Frankfurt | 18 | 306:282 | +24   | 20:16  |
| 7  | TSV Germania Malsch    | 18 | 257:287 | −30   | 12:24  |
| 8  | VfL Waiblingen         | 18 | 225:255 | −30   | 12:24  |
| 9  | VfB Gießen             | 18 | 235:278 | −43   | 10:26  |
| 10 | Reinickendorfer Füchse | 17 | 225:289 | −64   | 10:26  |

Absteiger in die Regionalligen: VfB Gießen und Reinickendorfer Füchse.

Aufsteiger aus den Regionalligen: 1. FC Nürnberg und SG Kleenheim.

## Endrunde um die deutsche Meisterschaft

### Halbfinale
DJK Würzburg – VfL Oldenburg 13:17, 11:28

TV Lützellinden – Bayer Leverkusen 19:16, 11:21

### Finale
Bayer Leverkusen – VfL Oldenburg 23:19

## Entscheidungen
|     | Deutscher Meister                     |
|     | Absteiger in die Regionalliga         |
| (M) | Meister der letzten Saison            |
| (P) | Pokalsieger der letzten Saison        |
| (N) | Neuling/Aufsteiger der letzten Saison |

## Die Meistermannschaft
| 1.                           | TSV Bayer 04 Leverkusen |
| Logo TSV Bayer 04 Leverkusen | - Mannschaft: Astrid Hühn, Renate Schulzki – Sigrid Berndt, Bärbel Bock, Heike Hoffstädt, Heidrun Janesch, Nicole Kapner, Regina Langhammer, Petra Platen, Lioba Schmitz, Britta Vattes, Annmarie Winther, Renate Wolf - Trainer: Klaus Kater |